# Станчов-Хан
Ста́нчов-Хан (болг. Станчов хан) — село в Габровській області Болгарії. Входить до складу общини Трявна.

## Населення
За даними перепису населення 2011 року у селі проживали 28 осіб.
Національний склад населення села:
| Національність   | Кількість осіб | Відсоток |
| ---------------- | -------------- | -------- |
| болгари          | 23             | 82,1%    |
| цигани           | 5              | 17,9%    |
| турки            | 0              | 0%       |
| інша             | 0              | 0%       |
| не визначились   | 0              | 0%       |
| Всього відповіли | 28             |          |

Розподіл населення за віком у 2011 році:
Динаміка населення: